# Tim Robbins

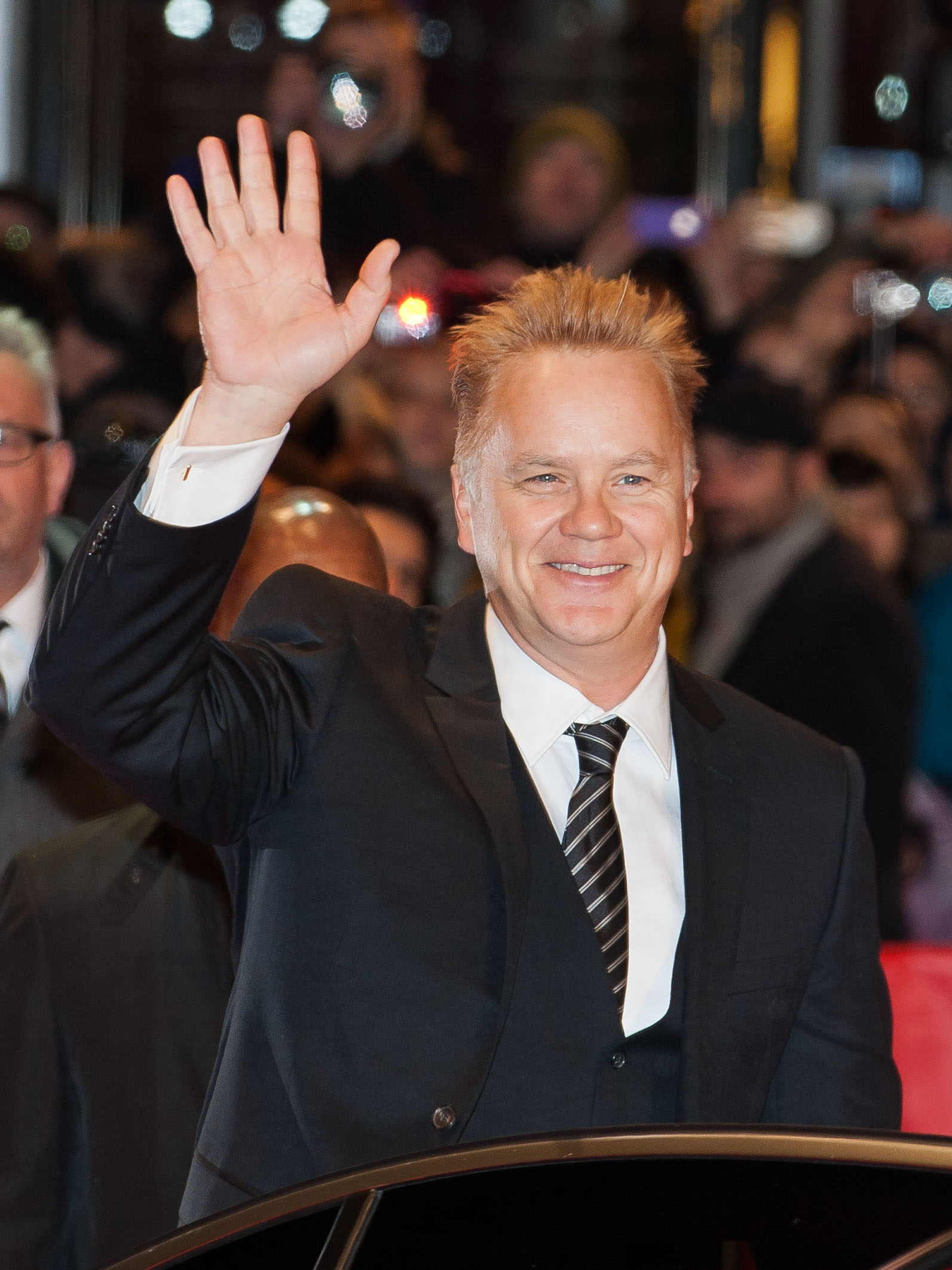
Tim Robbins 2013 auf der Berlinale

Timothy „Tim“ Francis Robbins (* 16. Oktober 1958 in West Covina, Kalifornien) ist ein US-amerikanischer Schauspieler, Regisseur, Drehbuchautor und Produzent. Für seine schauspielerische Leistung in Mystic River wurde er mit dem Oscar als bester Nebendarsteller ausgezeichnet.

## Leben
Tim Robbins, der Sohn des Folk-Sängers Gil Robbins, wuchs im Greenwich Village in New York auf. 1970 trat er im Alter von nur zwölf Jahren der Schauspielgruppe Theatre for the City bei. Nach der Highschool studierte er bis 1981 an der UCLA Theaterwissenschaften. Zu dieser Zeit gründete er seine eigene Theatergruppe, mit der er durch ganz Kalifornien tourte.
Nach zahlreichen kleineren Auftritten im Fernsehen spielte Robbins 1986 eine Rolle in Top Gun – Sie fürchten weder Tod noch Teufel, einem der erfolgreichsten Filme des Jahrzehnts. Den endgültigen Durchbruch schaffte er jedoch erst 1988 mit Annies Männer. Während der Dreharbeiten traf er seine spätere Lebensgefährtin Susan Sarandon, mit der er zwei Söhne hat. Der jüngere der beiden ist der Schauspieler Miles Robbins. Nach 21 Jahren trennten sich die beiden im Sommer 2009.

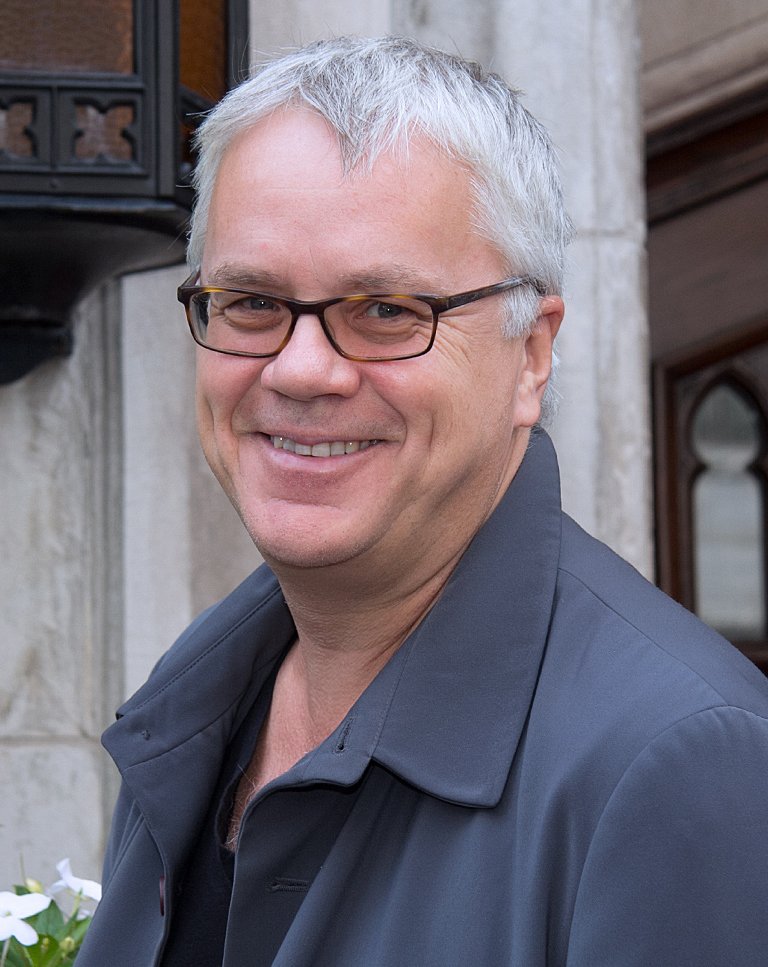
Robbins 2012 auf dem Toronto International Film Festival

In den frühen 1990ern war er unter anderem in den Filmen Cadillac Man mit Robin Williams, Jungle Fever von Spike Lee und Short Cuts von Robert Altman zu sehen. Altman besetzte ihn auch für die Titelrolle seiner Satire The Player, für die Robbins 1992 bei den Internationalen Filmfestspielen von Cannes den Preis als bester Schauspieler und einen Golden Globe erhielt. Ein weiterer großer Erfolg gelang ihm mit dem Gefängnisdrama Die Verurteilten, das auf einem Stephen-King-Roman basiert und für sieben Oscars nominiert war.
Neben seiner Karriere als Schauspieler war Robbins dreimal als Regisseur und Drehbuchautor tätig: 1992 drehte er Bob Roberts, 1995 das gefeierte Drama Dead Man Walking – Sein letzter Gang, das ihm eine Nominierung für den Regie-Oscar einbrachte. Susan Sarandon erhielt den Preis in der Kategorie Beste Hauptdarstellerin. 1999 inszenierte Tim Robbins Das schwankende Schiff (Cradle Will Rock). Für Clint Eastwoods Mystic River erhielt Robbins 2004 einen Oscar als bester Nebendarsteller.
Im Oktober 2008 wurde Robbins mit einem Stern auf dem Hollywood Walk of Fame in der Kategorie Film geehrt.
Tim Robbins und Susan Sarandon galten – neben ihrem gemeinsamen Freund Sean Penn – als zwei der schärfsten Kritiker der Regierung Bush. Beide sind politisch sehr engagiert und beteiligten sich im Vorfeld des Irakkriegs an mehreren Friedens-Demonstrationen. Viele von Robbins’ Filmen (besonders seine Regiearbeiten) enthalten politische Statements. Dead Man Walking beschäftigt sich auf vielschichtige, aber eindeutige Weise mit der Todesstrafe, während sich Arlington Road in kleinbürgerlicher Nachbarschaft mit den Themen Paranoia und Terrorismus auseinandersetzt. In der schwarzen Politsatire Bob Roberts, für die er ebenfalls das Drehbuch schrieb und Regie führte, stellt Robbins den unaufhaltsamen politischen Aufstieg eines skrupellosen reaktionären Rebellen dar.
2013 wurde Tim Robbins in die Wettbewerbsjury der 63. Berlinale berufen.
Robbins’ deutscher Stammsprecher ist spätestens seit The Player (1992) Tobias Meister, der ihn zuvor schon in Top Gun (1986) und Cadillac Man (1990) gesprochen hatte. Dies war seitdem allerdings in den drei Filmen Mission to Mars (2000), Mystic River (2003), und Kings of Rock – Tenacious D (2006) nicht möglich, da Robbins dort neben anderen Schauspielern auftrat, die im Deutschen ebenfalls von Meister gesprochen werden: Gary Sinise, Sean Penn und Jack Black. In diesen drei Fällen wurde Robbins ersatzweise von Stefan Fredrich gesprochen, der vor allem als deutscher Stammsprecher von Jim Carrey bekannt ist.

## Filmografie (Auswahl)

### Schauspieler
- 1979: Buck Rogers (Buck Rogers in the 25th Century, Fernsehserie)
- 1982: Chefarzt Dr. Westphall (St. Elsewhere, Fernsehserie)
- 1983: Die Football-Prinzessin (Quarterback Princess)
- 1983: Love Boat (The Love Boat, Fernsehserie, Folge 8x02)
- 1984: Legmen (Fernsehserie)
- 1984: Hardcastle & McCormick (Fernsehserie)
- 1984: California Clan (Santa Barbara, Fernsehserie)
- 1984: Polizeirevier Hill Street (Hill Street Blues, Fernsehserie)
- 1984: Schnitzeljagd – Teenage Apocalypse (Toy Soldiers)
- 1984: Eine starke Nummer (No Small Affair)
- 1985: American Eiskrem (Fraternity Vacation)
- 1985: Der Volltreffer (The Sure Thing)
- 1985: Das Model und der Schnüffler (Moonlighting, Fernsehserie)
- 1985: Verrücktes Hollywood (Malice in Wonderland, Fernsehfilm)
- 1986: Unglaubliche Geschichten (Amazing Stories, Fernsehserie)
- 1986: Top Gun – Sie fürchten weder Tod noch Teufel (Top Gun)
- 1986: Howard – Ein tierischer Held (Howard the Duck)
- 1987: Pinguine in der Bronx (Five Corners)
- 1988: Annies Männer (Bull Durham)
- 1988: Tapeheads – Verrückt auf Video (Tapeheads)
- 1989: Miss Firecracker
- 1989: Twister – Keine ganz normale Familie (Twister)
- 1989: Erik der Wikinger (Erik the Viking)
- 1990: Cadillac Man
- 1990: Jacob’s Ladder – In der Gewalt des Jenseits (Jacob’s Ladder)
- 1991: Jungle Fever
- 1992: The Player
- 1992: Bob Roberts
- 1986–1992: Saturday Night Live (Fernsehshow, als Ensemblemitglied)
- 1993: Short Cuts
- 1994: Hudsucker – Der große Sprung (The Hudsucker Proxy)
- 1994: Die Verurteilten (The Shawshank Redemption)
- 1994: Prêt-à-Porter
- 1994: I.Q. – Liebe ist relativ (I.Q.)
- 1997: Nix zu verlieren (Nothing to Lose)
- 1999: Arlington Road
- 1999: Austin Powers – Spion in geheimer Missionarsstellung (Austin Powers: The Spy Who Shagged Me)
- 2000: Mission to Mars
- 2000: High Fidelity
- 2001: Startup (Antitrust)
- 2001: Human Nature – Die Krone der Schöpfung (Human Nature)
- 2002: The Truth About Charlie
- 2003: Freedom: A History of Us (Fernsehserie)
- 2003: Mystic River
- 2003: Code 46
- 2004: Anchorman – Die Legende von Ron Burgundy (Anchorman: The Legend of Ron Burgundy)
- 2005: Krieg der Welten (War of the Worlds)
- 2005: Das geheime Leben der Worte (The Secret Life of Words)
- 2005: Embedded
- 2005: Zathura – Ein Abenteuer im Weltraum (Zathura: A Space Adventure)
- 2006: Catch a Fire
- 2006: Kings of Rock – Tenacious D (Tenacious D in The Pick of Destiny)
- 2006: Tim Robbins: The Punk Gets Responsible (Kurzfilm)
- 2007: Noise – Lärm! (Noise)
- 2008: The Lucky Ones
- 2008: City of Ember – Flucht aus der Dunkelheit (City of Ember)
- 2011: Green Lantern
- 2011: Cinema Verite – Das wahre Leben (Cinema Verite)
- 2012: Thanks for Sharing – Süchtig nach Sex (Thanks for Sharing)
- 2012: Empire of War – Der letzte Widerstand (Yi jiu si er)
- 2013: Life of Crime
- 2015: A Perfect Day
- 2015: The Brink – Die Welt am Abgrund (The Brink, Fernsehserie, 10 Folgen)
- 2017: Marjorie Prime
- 2018: Here and Now (Fernsehserie, 10 Folgen)
- 2019: Vergiftete Wahrheit (Dark Waters)
- 2019: Castle Rock (Fernsehserie, 10 Folgen)
- seit 2023: Silo (Fernsehserie)

### Regisseur
- 1986: Saturday Night Live (Fernsehserie, 1 Folge)
- 1992: Bob Roberts
- 1995: Dead Man Walking – Sein letzter Gang (Dead Man Walking)
- 1999: Das schwankende Schiff (Cradle Will Rock)
- 2003: Queens Supreme (Fernsehserie, 1 Folge)
- 2004: Embedded
- 2008: Possible Side Efects (Fernsehfilm)
- 2011–2012: Treme (Fernsehserie, 2 Folgen)
- 2015: The Brink – Die Welt am Abgrund (The Brink, Fernsehserie, 1 Folge)
- 2019: 45 Seconds of Laughter (Dokumentarfilm)

## Diskografie
- 2010: Tim Robbins and the Rogues Gallery Band

## Auszeichnungen (Auswahl)
Internationale Filmfestspiele von Cannes 1992Bester Darsteller in The Player
Golden Globe AwardBester Hauptdarsteller in The Player
Bester Nebendarsteller in Mystic River
OscarBester Nebendarsteller in Mystic River
Internationale Filmfestspiele Berlin 2016Berlinale Kamera